# Криуша (Рязанская область)
Криу́ша — село в Клепиковском районе Рязанской области России, административный центр Криушинского сельского поселения.
На старинных картах значится небольшая извилистая речка с именем, отражающим её конфигурацию — Кривая. Речка пересекала нынешнее село и терялась в болоте. Она давно пересохла и заросла. По её руслу пролегала осушительная «Церковная канава», названная так потому что брала начало недалеко от церкви, которой теперь нет. Бывшая речка дала имя постоялому двору, а затем и селу: Кривая — Кривуша — Криуша.
В результате пожаров летом 2010 года в селе сгорело 54 дома, в том числе школа и почта. Более 100 человек остались без крыши над головой. В октябре 2010 года Правительство Рязанской области построило погорельцам дома, а также  новую школу, детский сад и дом культуры.
В 2010 году в Криуше был построен Центр социальной адаптации для лиц без определённого места жительства.

## Население
| 1859 | 1897 | 1906 | 2010 |
| ---- | ---- | ---- | ---- |
| 166  | ↗590 | ↘530 | ↗979 |